# Bro gozh ma zadoù
Bro gozh ma zadoù (traducido del bretón: El viejo país de mis padres) es el himno de la región francesa de Bretaña, aunque no tenga reconocimiento oficial. Compuesto en 1919, la letra es de François Taldir-Jaffrenou (1879-1956) y la partitura retoma la música del himno de Gales, Hen Wlad Fy Nhadau, compuesto por el bardo galés Evan James en 1856 y musicalizado por su hijo James.
Se escuchó por primera vez en 1898 durante la Resistencia de Morlaix, y se imprimió en pasquines con el subtítulo Henvelidigez (Adaptación). La melodía de los tres cantos es idéntica. Fue recogida en el libro An Delen Dir en 1900, y se empezó a cantar durante las reuniones de estudiantes bretones en Rennes, que lo convirtieron en su himno. En el Congreso de Lesneven de 1903 el jurado de la Unión Regionalista Bretona lo escogió como "canto nacional" en atención a la hermandad entre galeses y bretones. Maurice Duhamel escribió la melodía para piano en 1910.